# Steinkreuz (Schoppendorf)

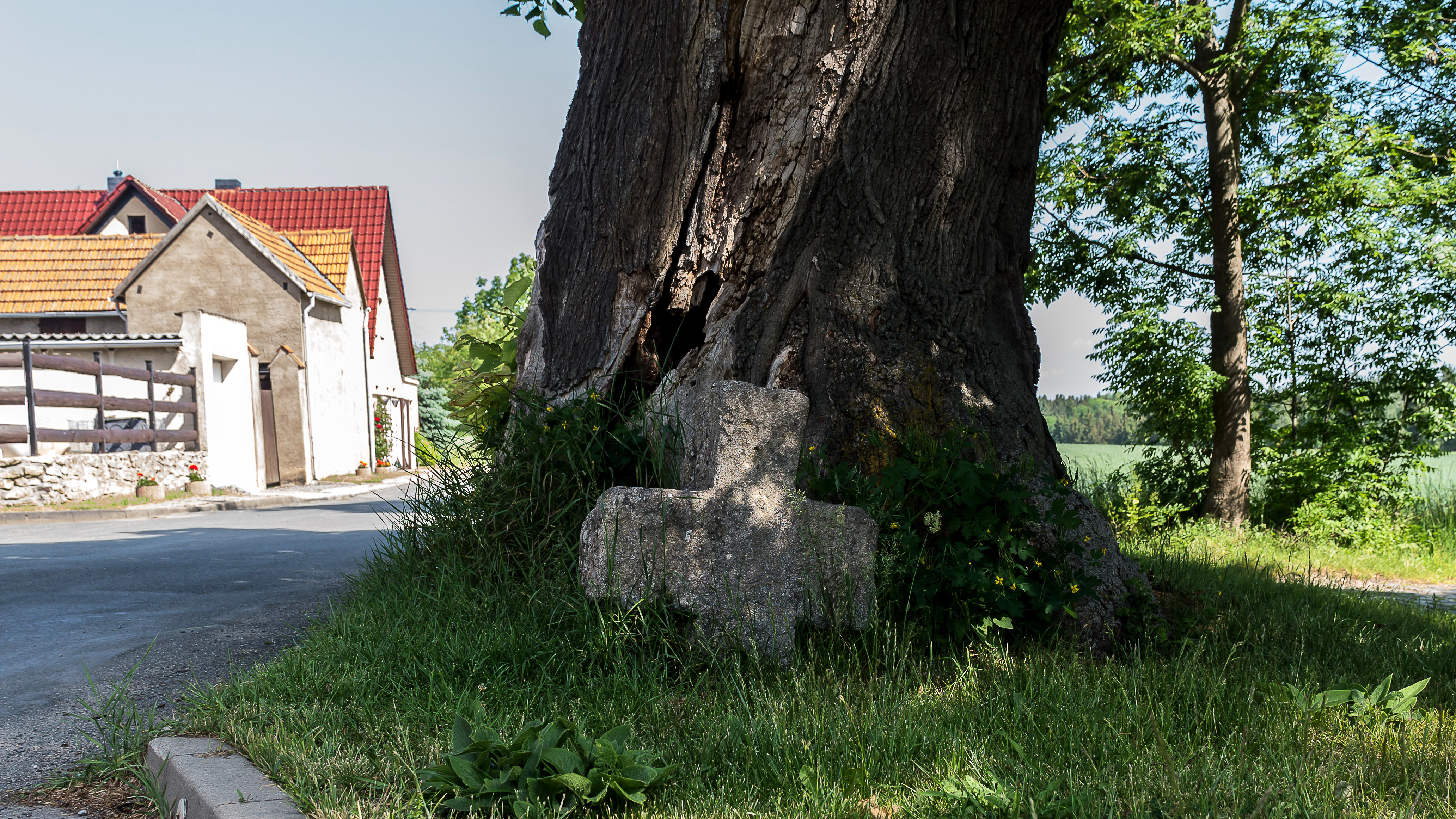
Schoppendorf Am östlichen Dorfeingang links an der Straße unter der Linde Steinkreuz „Schwedenstein“

Das Steinkreuz, der sog. Schwedenstein in Bad Berka, Ortsteil Schoppendorf, im Landkreis Weimarer Land ist ein Sühnestein. Das Steinkreuz aus Kalkstein unter einer alten Linde am nördlichen Ortsausgang am Abzweig „Am Steinkreuz“, der alten Straße nach Legefeld, wird auch Franzosenstein und Reformationskreuz genannt.
Unter dem Kreuz sollen angeblich schwedische oder französische Soldaten begraben liegen; solange es unverändert steht soll der Ort vor Kriegsgefahr geschützt sein; das Kreuz soll daran erinnern, dass Schoppendorf als erster Ort der Umgebung evangelisch wurde. Das Sühnekreuz hat seine Bezeichnung vermutlich aus der Zeit des Dreißigjährigen Krieges das Steinkreuz steht unter der alten sogenannten Hirtenlinde und wird im Ort Schwedenstein genannt, weil es nach einer Sage aus der Zeit der Kreuzzüge stammen soll. Nach anderer Überlieferung wäre es aus dem 15. Jahrhundert. Schoppendorf wurde erstmals urkundlich 1337 in Verbindung mit dem Erfurter Ratsmann Heinrich von Schoffendorf erwähnt. Über das Denkmal ist an sich wenig bekannt, auch nicht der konkrete Anlass, doch sprechen ursprüngliche Form und Standort, am Ortsrand, am Abzweig des alten Weges nach Legefeld bzw. Holzdorf für die Datierung in die Zeit des Dreißigjährigen Krieges. Dieses Steinkreuz ist als Bodendenkmal in der Denkmalliste Weimarer Land verzeichnet.
Die Linde und das Steinkreuz sind in das inoffizielle Ortsteilwappen eingegangen.